# Serby
Serby  (ucraniano: Серби) es una localidad del Raión de Podilsk en el Óblast de Odesa de Ucrania. Según el censo de 2001, tiene una población de 1920 habitantes.